# Stazione di Paestum
Stazione di Paestum vasútállomás Olaszországban, Capaccio településen. Nevét a közeli Paestum romvárosról kapta.

## Vasútvonalak
Az állomást az alábbi vasútvonalak érintik:
- Battipaglia–Reggio di Calabria-vasútvonal

## Kapcsolódó állomások
A vasútállomáshoz az alábbi állomások vannak a legközelebb:
- Stazione di Agropoli-Castellabate
- Stazione di Capaccio-Roccadaspide